# Villers-le-Tilleul
Villers-le-Tilleul település Franciaországban, Ardennes megyében. Lakosainak száma 238 fő (2022. január 1.). Villers-le-Tilleul Baâlons, La Horgne, Omont, Singly, Vendresse és Flize községekkel határos.

## Népesség
A település népessége az elmúlt években az alábbi módon változott:
| Lakosok száma | 141  | 148  | 176  | 243  | 241  | 233  | 237  | 237  | 238  | 238  |
|               | 1968 | 1982 | 1990 | 2006 | 2013 | 2015 | 2017 | 2019 | 2020 | 2022 |